# Катаріна Іннергофер
Катаріна Іннергофер (нім. Katharina Innerhofer; нар. 17 січня 1991, Целль-ам-Зе, Австрія) — австрійська біатлоністка, що виступає на Кубку світу.

## Кар'єра
Катаріна Іннергофер розпочинала свою спортивну кар'єру з лижних перегонів, але потім перейшла на біатлон у 2004 році. Починаючи з 2009 року вона виступає за збірну команду Австрії.
Австрійка дебютувала на міжнародному рівні у 2010 році на Чемпіонаті світу серед юніорів у Торсбі, де вона посіла 41-ше місце в індивідуальній гонці, 32-ге у спринті, 29-те у гонці-переслідуванні та 12-те в естафеті.
На Чемпіонаті світу серед юніорів 2011 року в Нове Месте-на-Мораві Іннергофер була 37-ю в індивідуальній гонці, 15-ю у спринті та 26-ю у гонці-переслідування. На юніорському рівні Чемпіонату Європи з біатлону 2011 року вона була 41-ю в індивідуальній гонці, 16-ю у спринті та 18-ю у гонці-переслідуванні.
Іннергофер була запасною в австрійській збірній на Чемпіонаті світу з біатлону 2011 року в Ханти-Мансійську, але у підсумку не брала участі в змаганнях. На чемпіонаті Австрії з біатлону 2011 року вона завоювала титул в одиночних роликових ковзанах та в естафеті.
6 березня 2014 року Іннергофер відсвяткувала свою першу перемогу на етапі Кубку світу у Поклюці в дисципліні спринт.

## Статистика

### Перемоги на Кубку світу

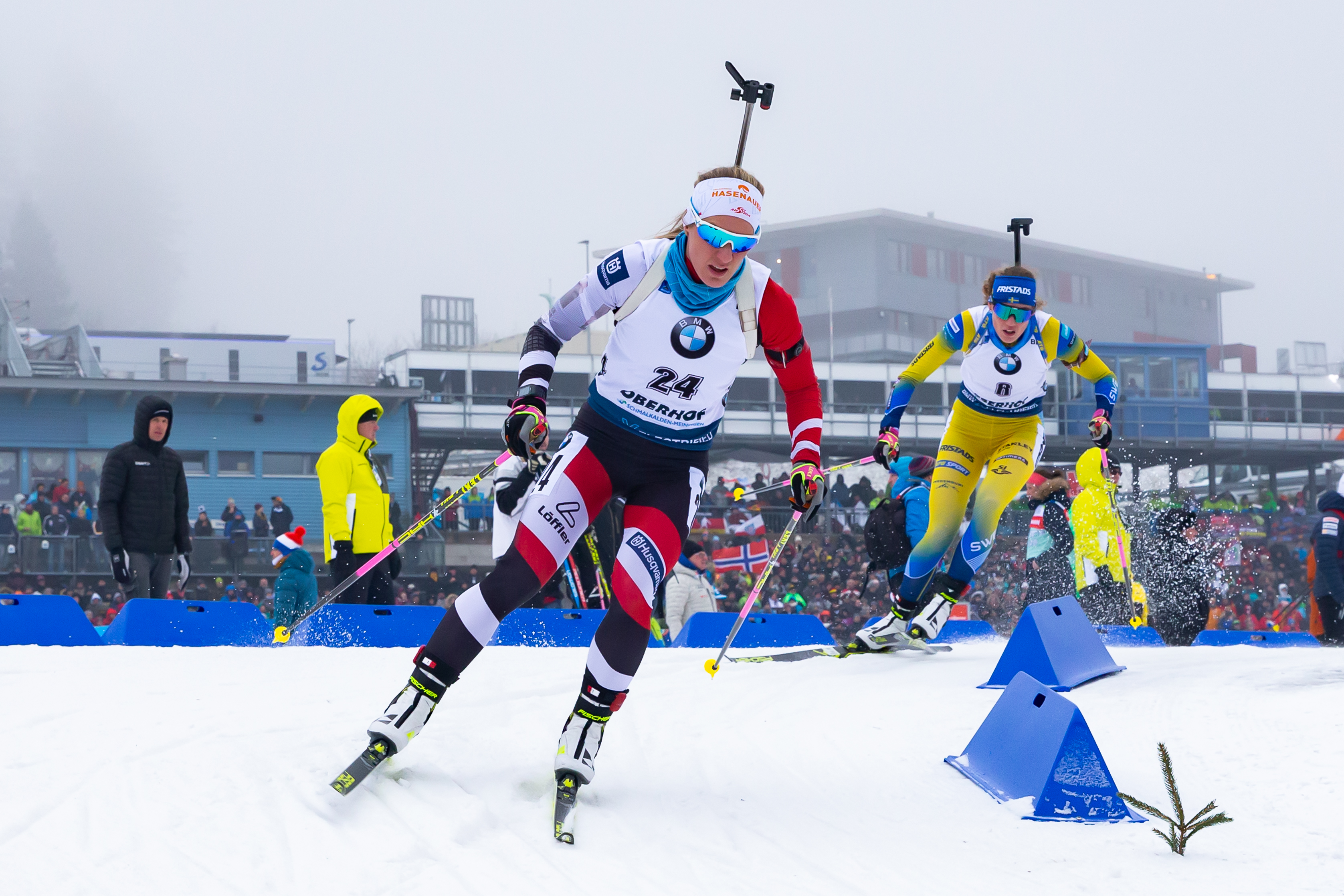
Катаріна на етапі Кубку світу в Обергофі у січні 2020 року.

| Дата                 | Місце   | Країна   | Дисципліна | Джерело                                                 |
| -------------------- | ------- | -------- | ---------- | ------------------------------------------------------- |
| 6 Березень 2014 року | Поклюка | Словенія | Спринт     | Протокол [Архівовано 6 березня 2014 у Wayback Machine.] |

### Рейтинг Кубку світу
У таблиці наведена статистика виступів біатлоністки в Кубку світу.
- Місця 1–3: кількість подіумів
- Чільна 10: кількість фінішів у першій десятці
- В очках: кількість виступів, на яких біатлоніст здобував очки
- Старти: кількість стартів

| Місця                      | Індивідуальна-гонка | Спринт | Гонка-переслідування | Масс-старт | Естафета | Разом |
| -------------------------- | ------------------- | ------ | -------------------- | ---------- | -------- | ----- |
| 1                          |                     | 1      |                      |            |          | 1     |
| 2                          |                     |        |                      |            |          |       |
| 3                          |                     |        |                      |            |          |       |
| Чільна 10                  |                     | 1      |                      |            | 5        | 6     |
| В очках                    | 2                   | 10     | 5                    | 2          | 16       | 35    |
| Старти                     | 7                   | 19     | 10                   | 2          | 16       | 54    |
| Станом на: 22 березня 2015 |                     |        |                      |            |          |       |

### Зимові Олімпійські ігри
Результати на Зимових Олімпійських іграх:
|                | Індивідуальні змагання | Індивідуальні змагання | Індивідуальні змагання | Індивідуальні змагання | Естафети         | Естафети |
| Спринт         | Гонка-переслідування   | Індивідуальна гонка    | Масс-старт             | Жіноча естафета        | Змішана естафета |          |
| -------------- | ---------------------- | ---------------------- | ---------------------- | ---------------------- | ---------------- | -------- |
| 2014 Сочі      | 76                     | -                      | 28                     | -                      | -                | 9        |
| 2018 Пхьончхан | 29                     | 40.                    | 60                     | -                      | -                | 10       |

### Чемпіонати світу
Результати на чемпіонатах світу з біатлону
| Рік  | Місце       | Індивідуальна гонка | Спринт | Гонка-переслідування | Масс- старт | Змішана естафета | Єдина змішана естафета |
| ---- | ----------- | ------------------- | ------ | -------------------- | ----------- | ---------------- | ---------------------- |
| 2012 | Рупольдінг  | 86                  | 65     | -                    | -           | -                |                        |
| 2013 | Нове Место  | 64                  | 97     | -                    | -           | -                |                        |
| 2015 | Контіолахті | 63                  | 26     | 31                   | -           | 5                |                        |
| 2017 | Гохфільцен  | -                   | 60     | 56                   | -           | -                |                        |
| 2019 | Естерсунд   | -                   | 49     | 40                   | -           | 17               | -                      |

## Загальний залік кубку світу
| Сезон   | Загальна | Індивідуальна гонка | Спринт | Гонка-переслідування | Мас-старт | Естафета |
| ------- | -------- | ------------------- | ------ | -------------------- | --------- | -------- |
| 2019-20 | 26       | 31                  | 24     | 48                   | 22        |          |
| 2018-19 | 73       | -                   | 79     | 57                   | -         |          |
| 2017-18 | 66       | -                   | 69     | 57                   | -         |          |
| 2014-15 | 51       | -                   | 35     | 60                   | 51        |          |
| 2013-14 | 36       | 25                  | 34     | 44                   | 37        |          |

## Статистика стрільби
| Сезон    | Загальна       | Індивідуальна гонка | Спринт        | Гонка-переслідування | Мас-старт    | Естафета      |
| -------- | -------------- | ------------------- | ------------- | -------------------- | ------------ | ------------- |
| 2019-20  | 70.0 (296/423) | 76.7 (46/60)        | 73.8 (59/80)  | 71.3 (57/80)         | 70.0 (56/80) | 63.4 (78/123) |
| 2018-19  | 72.8 (182/250) | 80.0 (16/20)        | 75.0 (60/80)  | 77.5 (62/80)         | 0.0 (0/0)    | 62.9 (44/70)  |
| 2017-18  | 75.0 (213/284) | 75.0 (30/40)        | 70.0 (56/80)  | 79.0 (79/100)        | 0.0 (0/0)    | 75.0 (48/64)  |
| 2016-17  | 71.2 (104/146) | 0.0 (0/0)           | 70.0 (42/60)  | 70.0 (42/60)         | 0.0 (0/0)    | 76.9 (20/26)  |
| 2015-16  | 72.3 (47/65)   | 65.0 (13/20)        | 70.0 (14/20)  | 0.0 (0/0)            | 0.0 (0/0)    | 80.0 (20/25)  |
| 2014-15  | 74.0 (231/312) | 77.5 (31/40)        | 78.8 (63/80)  | 72.5 (58/80)         | 70.0 (14/20) | 70.7 (65/92)  |
| 2013-14  | 73.5 (272/370) | 81.7 (49/60)        | 71.0 (71/100) | 75.0 (90/120)        | 75.0 (15/20) | 67.1 (47/70)  |
| 2012-13* | 66.2 (96/145)  | 70.0 (28/40)        | 70.0 (21/30)  | 55.0 (11/20)         | 0.0 (0/0)    | 65.5 (36/55)  |
| 2011-12* | 77.8 (42/54)   | 70.0 (14/20)        | 80.0 (8/10)   | 0.0 (0/0)            | 0.0 (0/0)    | 83.3 (20/24)  |
| 2010-11* | 50.0 (14/28)   | 0.0 (0/0)           | 0.0 (0/0)     | 0.0 (0/0)            | 0.0 (0/0)    | 50.0 (14/28)  |

*виступи на Кубку IBU, Чемпіонатах світу та Чемпіонат Європи з біатлону серед юніорівЄвропи серед юніорів